# Monster Cable Products

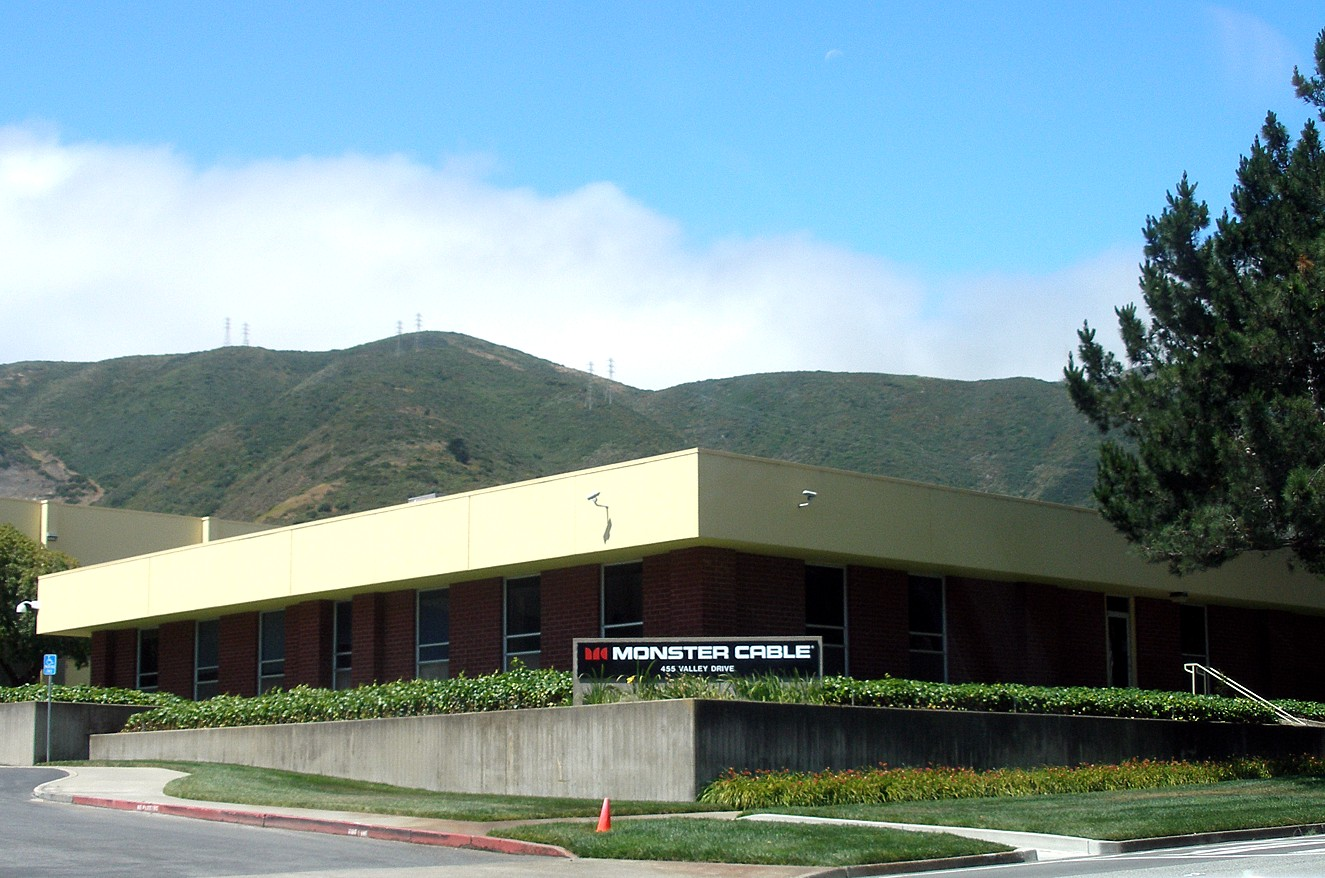
Hauptquartier in Brisbane, Kalifornien

Die Monster Cable Products, Inc. mit Sitz in Brisbane in Kalifornien ist ein US-amerikanischer Hersteller von Audio-Ausrüstung.

## Vorgeschichte
Monster wurde 1979 in San Francisco von Noel Lee gegründet. Der aktuelle Standort hat sich nach Brisbane verlagert, weitere Standorte sind in Ennis (Irland), London und Hongkong. Zu Beginn konzentrierte sich Monster auf die Herstellung von Audio- und Videokabeln. Das private Unternehmen hat 2012 über 600 Mitarbeiter beschäftigt. Branchenexperten schätzen den jährlichen Umsatz auf etwa 500 Millionen US-Dollar.

## Produkte
Neben Audio- und Videokabeln stellt Monster Kopfhörer, Lautsprecher, Fernbedienungen, Power Conditioners sowie Handy- und Autozubehör her. Die Produkte werden unter anderem unter den Namen Monster Power, Monster Mobile, Monster Performance Car, Monster Game, Monster Photo, M•Design verkauft.
Im Jahre 2008 trat Monster mit der Reihe „Beats by Dr. Dre“ der Kopfhörer-Branche bei. Die Kopfhörer wurden in Partnerschaft mit dem US-amerikanischen Rapper Dr. Dre erstellt. 2012 wurde die Partnerschaft von Monster Cable und Beats Electronics beendet. Noch im selben Monat stellte Monster die eigene Kopfhörer-Reihe vor. Ähnlich wie die Modelle von Beats Electronics, werben vor allem prominente Musiker, wie beispielsweise Nick Cannon, für die Produkte von Monster.

## Candlestick Park
Am 28. September 2004 erwarb Monster die Namensrechte des Candlestick Park, das Stadion der San Francisco 49ers, welches daraufhin in Monster Park umbenannt wurde. 2008 wurde es wieder in Candlestick Park umbenannt, da die Namensrechte ausliefen.

## Offizieller Partner der MTV Europe Music Awards 2013
Monster DNA war im Jahr 2013 offizieller Partner der MTV Europe Music Awards 2013.